# Spermophorides sciakyi
Spermophorides sciakyi là một loài nhện trong họ Pholcidae. Loài này có ở quần đảo Canaria.